# Kind und Kegel
„Mit Kind und Kegel“ ist eine Redewendung in der Bedeutung „mit der gesamten Familie“ oder umfassend „mit Kindern, Haustieren und Gepäck“. Sie bedeutet eigentlich „mit ehelichem und unehelichem Kind“, weil der frühmittelalterliche Ausdruck kekel das Kind aus einer Kebsehe bezeichnete (Ehe zwischen einem Freien und einer Leibeigenen); diese ursprüngliche Bedeutung ging jedoch weitgehend verloren. Die Redewendung vereint zwei Stilmittel: Alliteration und  Hendiadyoin.

## Wortherkunft
„Kegel“ stammt ab vom althochdeutschen kegil, „Knüppel, Pflock“, und hatte im Mittelalter die zusätzliche Bedeutung „uneheliches Kind“, „Bastard“ oder „Kind einer Kebse/aus einer Kebsehe“. Vermutlich entspricht der Begriff ähnlich gewendeten und gleichfalls geringschätzigen Bezeichnungen wie „Bengel, Prügel, Stift“.  Durch die hohe Müttersterblichkeit kam es vor, dass nicht nur Kinder aus mehreren Ehen des Mannes in einem Haushalt lebten, sondern dass beim Tod des Mannes und der wirtschaftlich nötigen Wiederverehelichung der Witwe Waisen im Haushalt lebten. Auch solche Waisen wurden der Einfachheit halber als Kegel bezeichnet, obwohl sie ehelich geboren waren.
Ein Kegel hatte weniger Rechte als ein eheliches Kind. Der Begriff „Kind“ bezeichnete damals keinen Lebensabschnitt, sondern einen Ehrenstatus, ähnlich dem Begriff „Herr“. In der Neuzeit ging die soziale Bedeutung der Ehrenhaftigkeit im deutschen Kulturraum allgemein zurück, wobei sich der Begriff „Kind“ generalisierte und der Begriff „Kegel“ fast völlig aus der Sprache verschwand. Lediglich das Thüringische kennt den Begriff noch; dort wird ein ungezogenes, flegelhaftes Kind „Keschel“ genannt. Im Hochdeutschen ist nur noch die Redewendung „Kind und Kegel“ erhalten.
Im Deutschen Wörterbuch der Brüder Grimm heißt es dazu:

„diesz zeugnis reicht übrigens wol ins 13. jh. zurück. doch auch hier erscheint es nicht mehr selbstständig, sondern schon in der verbindung mit kind; diese verbindung, meist ‚kind und kegel‘, ist eine jener formeln, in denen ein sonst erstorbenes wort sich noch lange mit fortschleppt, und diese gerade, die noch heute lebendig ist, wird mit ihrem stabreim bis in die zeit der ältesten alliterierenden dichtung zurückreichen.“

Es folgt ein Beispiel zur Redewendung aus einer vor oder um die Lutherzeit stammenden scherzhaften Ansprache an die versammelten Universitätsmitglieder:

„Nun hört, ir herren, alle gemain,
Payde grosse und auch klain,
Alt, jung, kegel und kind,
Alle, die hye gesamlet sind.“

## Ähnliche Redewendungen
- „mit Sack und Pack“: bezieht sich nicht auf Personen, sondern auf alles, was sich in Säcken und Packen[6] verstauen lässt.[7]